# Trattato di Portsmouth
Il trattato di Portsmouth è il trattato che pose formalmente fine alla guerra russo-giapponese del 1904-1905. Firmato dall’Impero giapponese e dall'Impero russo, venne ratificato il 5 settembre 1905 nello Stato del New Hampshire, Stati Uniti, al termine di una serie di negoziazioni avvenute tra il 6 e il 30 agosto nella cittadina navale di Portsmouth.

## Contesto
Tra il 1904 e il 1905 il Giappone e l’Impero russo si contesero il controllo della regione della Manciuria, strategicamente importante per il controllo dei traffici commerciali in Asia Orientale. Dopo la guerra sino-giapponese, Tokyo aveva cercato d'imporre la propria presenza politica e militare in Cina, ma i suoi sforzi erano stati frustrati dall'intervento delle potenze occidentali, e soprattutto dalla Russia, che mal vedeva la presenza giapponese nella penisola coreana. Tokyo puntava al riconoscimento dei suoi diritti in Manciuria, per affermarsi come potenza di primo piano nel teatro dell'Estremo oriente. Di contro, la Russia voleva mantenere il controllo sulla regione per esercitare pressione sulla Cina a discapito dell'Impero britannico. Nel 1904, i giapponesi ruppero gli indugi e attaccarono preventivamente i russi a Port Arthur dando inizio alle ostilità. Dopo una serie di scontri tra la Penisola del Liaodong e in Manciuria, i giapponesi spazzarono via la flotta russa a Tsushima, eliminando la presenza navale russa in Estremo oriente. Tsushima fu un cataclisma per i russi: la guerra era molto impopolare per il paese, e il peso economico del conflitto fece scoppiare delle proteste che sfociarono nella rivoluzione russa del 1905. Allo stesso modo, nonostante le grandi vittorie, l'economia giapponese era in procinto di collassare a causa dello sforzo bellico, e le sue forze armate in Manciuria erano ormai esauste dopo un anno di tremendi scontri e decine di migliaia di morti. Per evitare di dover continuare a combattere una guerra che stava devastando l’economia di entrambi gli stati, sin dal 1904 i giapponesi cominciarono a cercare degli intermediari per porre fine alle ostilità.
La scelta dei giapponesi ricadde sul presidente americano Theodore Roosevelt, che aveva espresso sentimenti pro-giapponesi sin dall'inizio della guerra. Tuttavia, con il proseguire delle ostilità, Roosevelt aveva incominciato a mostrare preoccupazione per il rafforzamento del potere militare giapponese in Estremo oriente e per l'impatto a lungo termine che questo avrebbe potuto avere sugli interessi commerciali degli americani in Cina in caso di cessione dell'area mancese ai giapponesi. Nel febbraio 1905, Roosevelt inviò un messaggio al governo russo attraverso la sua ambasciata a San Pietroburgo, nel quale chiedeva alla Russia di cessare le ostilità per garantire la stabilità nella regione cinese. Inizialmente le reazioni della Russia non furono positive, con lo zar Nicola che ancora credeva nella vittoria russa. Anche il governo giapponese era cauto su un trattato di pace, data la lunga serie di vittorie che stava ottenendo e la possibilità di conseguire maggiori vantaggi sul tavolo delle trattative. Tuttavia, la battaglia di Mukden, estremamente costosa dal punto di vista umano per entrambi gli schieramenti, convinse il ministro degli esteri giapponese Komura Jutaro a cercare entro il più breve tempo possibile una soluzione diplomatica.
Nel marzo del 1905, il ministro delle forze armate Terauchi Masatake incontrò il ministro americano in Giappone Lloyd Griscom, per riferire a Roosevelt che il Giappone era pronto a trattare. Tuttavia, fino alla Battaglia di Tsushima in maggio, i russi non avrebbero dato il loro consenso alla trattativa. Due giorni dopo lo scontro, lo zar Nicola incontrò la sua leadership di guerra composta da duchi e comandanti dell'esercito e acconsentì a discutere la pace. Il 7 giugno 1905, Roosevelt incontrò Kaneko Kentaro, un diplomatico giapponese, e l'8 giugno ricevette responso positivo dalla Russia. Roosevelt scelse Portsmouth, nel New Hampshire, come sito per le negoziazioni, principalmente per il suo clima decisamente più fresco rispetto a Washington.

## Conferenza di pace di Portsmouth
Il 6 agosto 1905 le delegazioni del Giappone e della Russia si riunirono presso il Portsmouth Navy Yard Building n. 86. La delegazione giapponese alla Conferenza di pace di Portsmouth era formata dal ministro degli esteri giapponese Komura Jutaro, assistito dall’ambasciatore a Washington Takahira Kogoro. Quella russa era invece formata dall’ex ministro delle finanze Sergei Witte, assistito dall’ex ambasciatore in Giappone Roman Rosen e dall'esperto in relazioni internazionali Friedrich Martens.

La seduta di negoziazione del trattato di Portsmouth (1905). A sinistra del tavolo, in secondo piano: i russi Korostovetz, Nabokov, Witte, Rosen e Plancon; in primo piano (ma di schiena), i giapponesi Adachi, Ochiai, Komura, Takahira e Satō. Il grande tavolo della conferenza è oggi conservato presso il Museo Meiji-mura di Inuyama, Prefettura di Aichi, in Giappone.

Prima dell'inizio delle discussioni, lo zar Nicola II aveva imposto ai suoi delegati una linea dura, impedendo loro di cedere a qualsiasi richiesta di concessione territoriale, riparazione o limitazione alla dislocazione di forze russe in Estremo oriente. I giapponesi, inizialmente, chiesero il riconoscimento dei loro diritti in Corea, il ritiro delle forze russe in Manciuria e sostanziose riparazioni di guerra. Volevano inoltre il riconoscimento del loro controllo su Sakhalin, che i giapponesi avevano occupato nel luglio del 1905, in parte anche per usarla come merce di scambio nelle negoziazioni.
Vi furono un totale di 12 sessioni tra il 9 e il 30 agosto. Al termine dell'ottava sessione i delegati furono in grado di raggiungere un accordo in otto punti, che includeva un immediato cessate il fuoco, il riconoscimento dei diritti giapponesi in Corea e l'evacuazione delle forze russe in Manciuria. Alla Russia fu inoltre richiesto di restituire alla Cina le concessioni che questa le aveva fatto su Port Arthur e Talien, e di consegnare la Ferrovia della Manciuria meridionale al Giappone, nonché i suoi possedimenti minerari nella regione. La Russia accettò solo la prima proposta.
Le restanti otto sessioni furono quelle più dure, in quanto riguardavano le riparazioni di guerra e le concessioni territoriali. Il 18 di agosto Roosevelt propose a Rosen di dividere a metà l’Isola di Sakhalin per risolvere il problema delle concessioni al Giappone. Il 23 agosto, tuttavia, Witte propose ai giapponesi di tenere l'isola di Sakhalin, ma di far cadere le sue pretese di riparazione dei danni di guerra. Quando Komura rifiutò di netto la proposta, Witte dichiarò che aveva ricevuto istruzioni d'interrompere le negoziazioni e di continuare il conflitto, nel caso la proposta non fosse andata a buon fine. Questo ultimatum arrivò non appena quattro nuove divisioni russe erano arrivate in Manciuria, e la delegazione russa ostentò uno spettacolo ordinando di fare i bagagli per ritornare in patria. Witte era convinto che i giapponesi non avrebbero potuto continuare la guerra e fece pressioni attraverso la stampa americana per convincerli che un compenso pecuniario come riparazione di guerra era qualcosa su cui San Pietroburgo non sarebbe mai scesa a compromessi Sotto questa macchinazione orchestrata da Witte, Komura cedette, e in cambio della parte meridionale dell'Isola di Sakhalin i giapponesi rinunciarono all'indennizzo.
Il trattato di Portsmouth fu siglato il 5 settembre, ratificato dal Consiglio privato giapponese il 10 ottobre e dalla Russia il 14 ottobre 1905.

## Testo del trattato
Qui di seguito qui i 15 articoli del trattato nella loro versione in russo, giapponese e la traduzione di italiano.
Е. в. император всероссийский, с одной стороны, и е. в. император Японии, с другой, будучи одушевлены желанием восстановить пользование благами мира для их стран и народов, решили заключить мирный договор и назначили для сего своими уполномоченными, а именно:
е. в. император всероссийский - его высокопрев-ство г. Сергея Витте, своего статс-секретаря и председателя Комитета министров Российской империи, и
его прев-ство барона Романа Розена, ... своего чрезвычайного и полномочного посла при Американских Соединенных Штатах; е. в. император Японии — его прев-ство барона Комура Ютаро, Юсамми, ... своего министра иностранных дел, и его прев-ство г. Такахира Когоро, Юсамми, ... своего чрезвычайного посланника и полномочного министра при Американских Соединенных Штатах, каковые по размене своих полномочий, найденных в надлежащей форме, постановили следующие статьи.
日本國皇帝陛下及全露西亞國皇帝陛下ハ兩國及其ノ人民ニ平和ノ幸福ヲ回復セムコトヲ欲シ講和條約ヲ締結スルコトニ決定シ之カ爲ニ日本國皇帝陛下ハ外務大臣從三位勲一等男爵小村壽太郎閣下及亞米利加合衆國駐剳特命全權公使從三位勲一等高平小五郎閣下ヲ全露西亞國皇帝陛下ハ「プレシデント、オヴ、ゼ、コムミツチー、オヴ、ミニスタース、オヴ、ゼ、エムパイア、オヴ、ロシア」「セクレタリー、オヴ、ステート」「セルジ、ウヰツテ」閣下及亞米利加合衆國駐剳特命全權大使「マスター、オヴ、ゼ、イムピリアル、コールト、オヴ、ロシア」男爵「ローマン、ローゼン」閣下ヲ各其ノ全權委員ニ任命セリ因テ各全權委員ハ互ニ其ノ委任状ヲ示シ其ノ良好妥當ナルヲ認メ以テ左ノ諸條款ヲ協議決定セリ
L’Imperatore del Giappone da una parte, e l’Imperatore di tutte le Russie dall’altra, animati dal desiderio di ristabilire la benedizione della pace, hanno risolto gli attriti tra i due paesi concordando un trattato di pace, e avendo per questo scopo chiamato i propri rispettivi plenipotenziari, nell'ordine, per Sua Maestà l’Imperatore del Giappone, il Barone Komura Jutaro, Jusami, Gran Cordone dell’Ordine del Sole Nascente, il Ministro degli Affari esteri, Sua Eccellenza Takahira Kogoro, Ordine Imperiale del Sacro tesoro, il Ministro degli Stati Uniti e per sua Maestà l’Imperatore di tutte le Russie, Sua Eccellenza Sergius Witte, Segretario di Stato e Presidente del Consiglio dei Ministri dell’Impero Russo, e Sua Eccellenza il Barone Roman Rosen, Maestro della Corte imperiale di Russia, ambasciatore di Sua Maestà negli Stati Uniti i quali, dopo aver esercitato i loro pieni poteri, nella loro forma corretta, hanno concluso i seguenti articoli:

### Articolo uno
Статья I
Мир и дружба пребудут отныне между их величествами императором всероссийским и императором Японии, равно как между их государствами и обоюдными подданными.
第一條 日本國皇帝陛下ト全露西亞國皇帝陛下トノ間及兩國並兩國臣民ノ間ニ將來平和及親睦アルヘシ
D’ora in poi tra Sua Maestà l’Imperatore del Giappone e l’imperatore di Tutte le Russie, e le loro rispettive nazioni e popoli, vi sarà da questo momento pace e amicizia.

### Articolo due
Статья II
Российское императорское правительство, признавая за Японией в Корее преобладающие интересы политические, военные и экономические, обязуется не вступаться и не препятствовать тем мерам руководства, покровительства и надзора, кои императорское японское правительство могло бы почесть необходимым принять в Корее.
Условлено, что русско-подданные в Корее будут пользоваться совершенно таким же положением, как подданные других иностранных государств, а именно, что они будут поставлены в те же условия, как и подданные наиболее благоприятствуемой страны. Равным образом установлено, что, во избежание всякого повода к недоразумениям, обе высокие договаривающиеся стороны воздержатся от принятия на русско-корейской границе каких-либо военных мер, могущих угрожать безопасности русской или корейской территории.
第二條 露西亞帝國政府ハ日本國カ韓國ニ於テ政事上、軍事上及經濟上ノ卓絶ナル利益ヲ有スルコトヲ承認シ日本帝國政府カ韓國ニ於テ必要ト認ムル指導、保護及監理ノ措置ヲ執ルニ方リ之ヲ阻礙シ又ハ之ニ干渉セザルコトヲ約ス
韓國ニ於ケル露西亞國臣民ハ他ノ外國ノ臣民又ハ人民ト全然同樣ニ待遇セラルヘク之ヲ換言スレハ最惠國ノ臣民又ハ人民ト同一ノ地位ニ置カルヘキモノト知ルヘシ
兩締約國ハ一切誤解ノ原因ヲ避ケムカ爲露韓間ノ國境ニ於テ露西亞國又ハ韓國ノ領土ノ安全ヲ侵迫スル事アルヘキ何等ノ軍事上措置ヲ執ラサルコトニ同意ス
Il governo della Russia Imperiale riconosce che il Giappone possiede poteri politici, militari e economici supremi sulla Corea e si impegna a non interferire con le misure prese da quest’ultimo in fatto di guida, protezione e controllo che il Governo Imperiale del Giappone potrebbe trovare necessario adottare in Corea. È come consegue sottinteso che i cittadini russi in Corea saranno trattati al pari degli altri cittadini di potenze straniere , e ci si aspetta che vengano trattati nella stessa maniera dei cittadini appartenenti alla più favorita delle nazioni. È anche stabilito che, in modo da evitare malintesi, che le due controparti si asterranno dal prendere qualsiasi misura militare sul confine russo-coreano che possa in ogni modo minacciare la sicurezza dei territori russi e coreani.

### Articolo tre
Статья Ш
Россия и Япония взаимно обязуются:
1) эвакуировать совершенно и одновременно Маньчжурию, за исключением территории, на которую распространяется аренда Ляодунского полуострова, согласно постановлениям дополнительной I статьи, приложенной к сему договору, и
2) возвратить в исключительное управление Китая вполне и во всем объеме все части Маньчжурии, которые ныне заняты русскими или японскими войсками или которые находятся под их надзором, за исключением вышеупомянутой территории.
Российское императорское правительство объявляет, что оно не обладает в Маньчжурии земельными преимуществами либо преференциальными или исключительными концессиями, могущими затронуть верховные права Китая или несовместимыми с принципом равноправности.
第三條 日本國及露西亞國ハ互ニ左ノ事ヲ約ス
一 本條約ニ附屬スル追加約款第一ノ規定ニ從ヒ遼東半島租借權カ其ノ效力ヲ及ホス地域以外ノ滿洲ヨリ全然且同時ニ撤兵スルコト
二 前記地域ヲ除クノ外現ニ日本國又ハ露西亞國ノ軍隊ニ於テ占領シ又ハ其ノ監理ノ下ニ在ル滿洲全部ヲ擧ケテ全然清國專屬ノ行政ニ還附スルコト
露西亞帝國政府ハ清國ノ主權ヲ侵害シ又ハ機會均等主義ト相容レサル何等ノ領土上利益又ハ優先的若ハ專屬的讓與ヲ滿洲ニ於テ有セサルコトヲ聲明ス
Impegni reciproci tra le due parti Giappone e Russia:
Primo:Per evacuare completamente e simultaneamente la Manciuria, eccetto quei territori annessi o collegati alla Penisola del Liaotung, in conformità con le norme dell’addizionale articolo uno di questo trattato e
Secondo: restituire completamente e interamente l’amministrazione delle porzioni di Manciuria ora occupate o sotto il controllo delle truppe giapponesi o russe, con l’eccezione dei territori sovra menzionati, interamente alla Cina.
Il Governo imperiale della Russia dichiara che esso non ha in Manciuria alcun vantaggio territoriale e/o preferenziale e/o esclusivo in qualche modo tendenti alla modifica o alla menomazione della sovranità cinese, o incompatibili con i principi di eguale opportunità.

### Articolo quattro
Статья IV
Россия и Япония взаимно обязуются не ставить никаких препятствий общим мерам, которые применяются равно ко всем народам и которые Китай мог бы принять в видах развития торговли и промышленности в Маньчжурии.
第四條 日本國及露西亞國ハ清國カ滿洲ノ商工業ヲ發達セシメムカ爲列國ニ共通スル一般ノ措置ヲ執ルニ方リ之ヲ阻礙セサルコトヲ互ニ約ス
Il Giappone e la Russia si impegnano reciprocamente a non ostacolare le misure generali comuni a tutti i paesi che la Cina può adottare per lo sviluppo del commercio o dell'industria del Manciuria.

### Articolo cinque
Статья V
Российское императорское правительство уступает императорскому японскому правительству, с согласия китайского правительства, аренду Порт-Артура, Талиена и прилегающих территорий и территориальных вод, а также все права, преимущества и концессии, связанные с этой арендой или составляющие ее часть, и уступает равным образом императорскому японскому правительству все общественные сооружения и имущества на территории, на которую распространяется вышеупомянутая аренда...
Обе высокие договаривающиеся стороны взаимно обязуются достигнуть упоминаемого в вышеуказанном постановлении согласия китайского правительства.
Императорское японское правительство заверяет со своей стороны, что права собственности русско-подданных на вышеупомянутой территории будут вполне уважены.
第五條 露西亞帝國政府ハ清國政府ノ承諾ヲ以テ旅順口、大蓮並其ノ附近ノ領土及領水ノ租借權及該租借權ニ關聯シ又ハ其ノ一部ヲ組成スル一切ノ權利、特權及讓與ヲ日本帝國政府ニ移轉讓渡ス露西亞帝國政府ハ又前記租借權カ其ノ效力ヲ及ホス地域ニ於ケル一切ノ公共營造物及財産ヲ日本帝國政府ニ移轉讓渡ス
兩締約國ハ前記規定ニ係ル清國政府ノ承諾ヲ得ヘキコトヲ互ニ約ス
日本帝國政府ニ於テハ前記地域ニ於ケル露西亞國臣民ノ財産權カ完全ニ尊重セラルヘキコトヲ約ス
Il Governo della Russia imperiale trasferisce e assegna al Governo imperiale giapponese, con il consenso del Governo della Cina, il contratto di locazione su Porth Arthur, Talien e i territori e le acque ad essi adiacenti, e tutti i diritti, privilegi e le concessioni connesse con o facenti parte di tale contratto di locazione a essi trasferito, e trasferisce e assegna inoltre al Governo imperiale del Giappone tutte le attività pubbliche e le proprietà nei territori in cui vi è in vigore il suddetto trattato trasferito.
Le due parti si impegnano reciprocamente a ottenere il consenso del Governo cinese menzionato nelle precedenti disposizioni.
Il Governo imperiale del Giappone, da parte sua, si impegna a rispettare i diritti di proprietà dei cittadini russi nei territori sopra menzionati.

### Articolo sei
Статья VI
Российское императорское правительство обязуется уступить императорскому японскому правительству без вознаграждения, с согласия китайского правительства, железную дорогу между Чан-чунь (Куан-чен-цзы) и Порт-Артуром и все ее разветвления со всеми принадлежащими ей правами, привилегиями и имуществом в этой местности, а также все каменноугольные копи в названной местности, принадлежащие означенной железной дороге или разрабатываемые в ее пользу.
Обе высокие договаривающиеся стороны взаимно обязуются достигнуть упоминаемого в приведенном постановлении согласия китайского правительства.
第六條 露西亞帝國政府ハ長春（寛城子）旅順口間ノ鐵道及其ノ一切ノ支線並同地方ニ於テ之ニ附屬スル一切ノ權利、特權及財産及同地方ニ於テ該鐵道ニ屬シ又ハ其ノ利益ノ爲メニ經營セラルル一切ノ炭坑ヲ補償ヲ受クルコトナク且清國政府ノ承諾ヲ以テ日本帝國政府ニ移轉讓渡スヘキコトヲ約ス
兩締約國ハ前記規定ニ係ル清國政府ノ承諾ヲ得ヘキコトヲ互ニ約ス
Il Governo della Russia imperiale si impegna a trasferire e assegnare al Governo del Giappone, con il consenso del Governo della Cina, la ferrovia tra Chang-Chunfu e il Kuanchangtsu e Port Arthur, insieme alle sue ramificazioni, ai suoi diritti, i privilegi e le proprietà ivi appartenenti in quella regione, così come le miniere di carbone nella suddetta regione appartenenti alla o lavoranti per il beneficio di tale ferrovia. Le due parti contrattuali si impegnano reciprocamente a ottenere il consenso del Governo.
Verhandlungen zum Vertrag von Portsmouth 1905 - Empfang der Delegierten.jpg|La delegazione russa e giapponese

### Articolo sette
Статья VП
Россия и Япония обязуются эксплоатировать принадлежащие им в Маньчжурии железные дороги исключительно в целях коммерческих и промышленных, но никоим образом не в целях стратегических.
Установлено, что это ограничение не касается железных дорог на территории, на которую распространяется аренда Ляодунского полуострова.
第七條 日本國及露西亞國ハ滿洲ニ於ケル各自ノ鐵道ヲ全ク商工業ノ目的ニ限リ經營シ決シテ軍略ノ目的ヲ以テ之ヲ經營セサルコトヲ約ス
該制限ハ遼東半島租借權力｛ママ｝其ノ效力ヲ及ホス地域ニ於ケル鐵道ニ適用セサルモノト知ルヘシ
Il Giappone e la Russia si impegnano a utilizzare e sviluppare le proprie rispettive ferrovie in Manciuria esclusivamente per scopi commerciali ed industriali e non per scopi strategici. È sottinteso che questa restrizione non si applica a quelle ferrovie e a quei territori sottoposti alle clausole del contratto di locazione della Penisola del Liaotung.

### Articolo otto
Статья VIII
Императорские правительства российское и японское, в видах поощрения и облегчения сношений и торговли, заключат, в скорейшем по возможности времени, отдельную конвенцию для определения условий обслуживания соединенных железнодорожных линий в Маньчжурии.
第八條 日本帝國政府及露西亞帝國政府ハ交通及運輸ヲ増進シ且之ヲ便易ナラシムルノ目的ヲ以テ滿洲ニ於ケル其ノ接續鐵道業務ヲ規定センカ爲成ルヘク速ニ別約ヲ締結スヘシ
I governi imperiali del Giappone e della Russia al fine di promuovere e facilitare il rapporto e il traffico stipuleranno, quanto prima possibile, una convenzione separata per la regolamentazione dei loro servizi ferroviari di collegamento in Manciuria.

### Articolo nove
Статья IX
Российское императорское правительство уступает императорскому японскому правительству в вечное и полное владение южную часть острова Сахалина и все прилегающие к последней острова, равно как и все общественные сооружения и имущества, там находящиеся. Пятидесятая параллель северной широты принимается за предел уступаемой территории. Точная граничная линия этой территории будет определена согласно постановлениям дополнительной II статьи, приложенной к сему договору.
Россия и Япония взаимно соглашаются не возводить в своих владениях на острове Сахалине и на прилегающих к нему островах никаких укреплений, ни подобных военных сооружений. Равным образом они взаимно обязуются не принимать никаких военных мер, которые могли бы препятствовать свободному плаванию в проливах Лаперузовом и Татарском.
第九條 露西亞帝國政府ハ薩哈嗹島南部及其ノ附近ニ於ケル一切ノ島嶼並該地方ニ於ケル一切ノ公共營造物及財産ヲ完全ナル主權ト共ニ永遠日本帝國政府ニ讓與ス其ノ讓與地域ノ北方境界ハ北緯五十度ト定ム該地域ノ正確ナル境界線ハ本條約ニ附屬スル追加約款第二ノ規定ニ從ヒ之ヲ決定スヘシ
日本國及露西亞國ハ薩哈嗹島又ハ其ノ附近ノ島嶼ニ於ケル各自ノ領地内ニ堡壘其ノ他之ニ類スル軍事上工作物ヲ築造セサルコトニ互ニ同意ス又兩國ハ各宗谷海峡及韃靼海峡ノ自由航海ヲ防礙スルコトアルヘキ何等ノ軍事上借置ヲ執ラサルコトヲ約ス
Il Governo Imperiale della Russia cede al Governo imperiale giapponese la porzione meridionale dell’Isola di Sakhalin in perpetuo e in piena sovranità, nonché le isole ad essa adiacenti e le proprietà ivi collocate. Il quindicesimo parallelo a latitudine nord è adottato come confine del territorio ceduto. L’esatto allineamento di tale territorio dovrebbe essere determinato in accordo con le clausole dell’articolo addizionale numero due di questo trattato.
Il Giappone e la Russia approvano reciprocamente a di non costruire nei loro rispettivi possedimenti nell’isola fortificazioni o altre simili costruzioni militari. Si impegnano inoltre a non prendere nessuna misura militare che potrebbe impedire il libero traffico commerciale su mare intorno all’isola e nello Stretto di Perouse e lo Stretto dei Tartari.

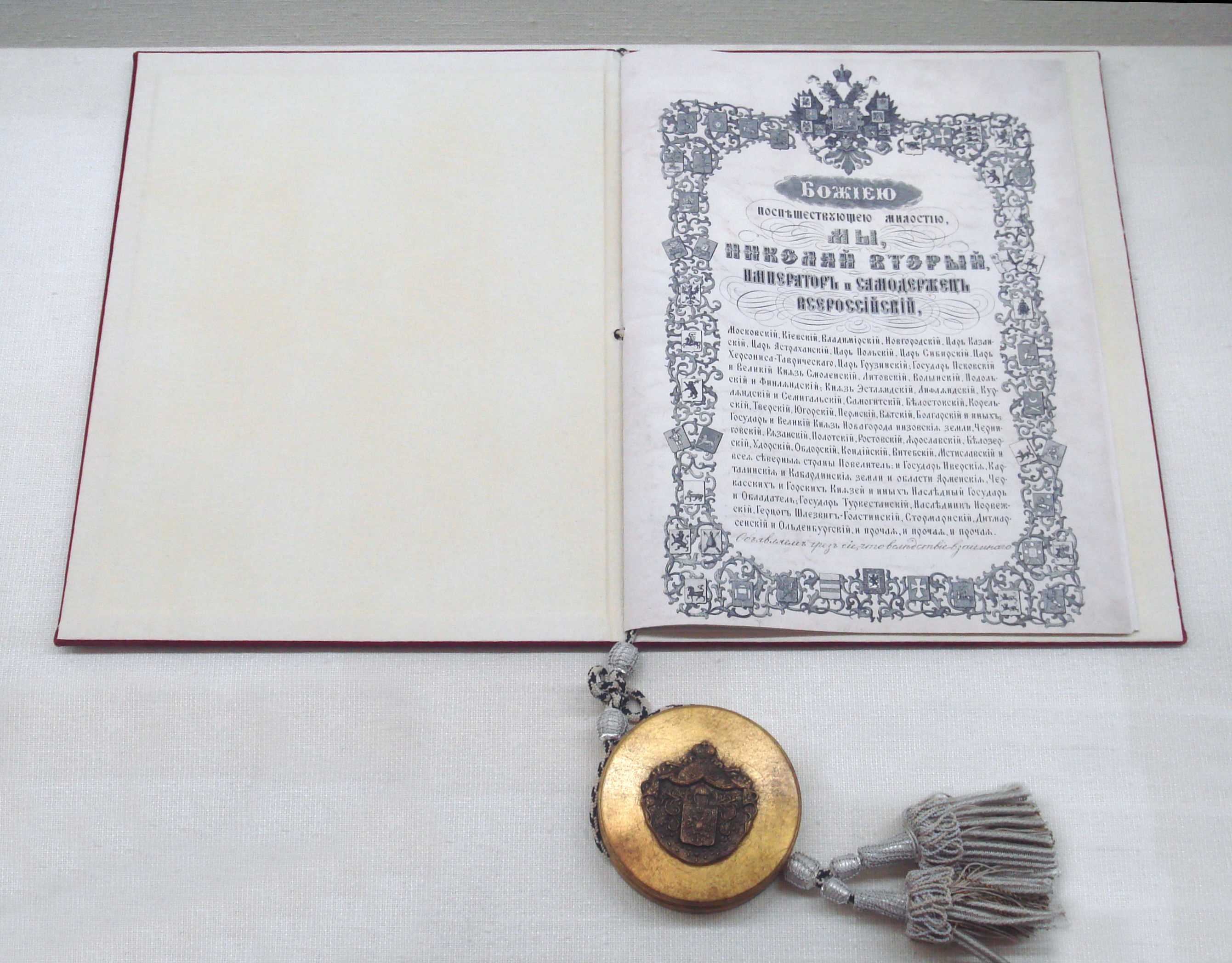
Ratifica del trattato di pace tra Giappone e Russia, 25 novembre 1905

### Articolo dieci
Статья X
Русским подданным, жителям уступленной Японии территории, предоставляется продавать свое недвижимое имущество и удаляться в свою страну, но если они предпочтут остаться в пределах уступленной территории, за ними будут сохранены и обеспечены покровительством в полной мере их промышленная деятельность и права собственности, при условии подчинения японским законам и юрисдикции. Япония будет вполне свободна лишить права пребывания в этой территории всех жителей, не обладающих политической или административной правоспособностью, или же выселить их из этой территории. Она обязуется, однако, вполне обеспечить за этими жителями их имущественные права.
第十條 日本國ニ讓與セラレタル地域ノ住民タル露西亞國臣民ニ付テハ其ノ不動産ヲ賣却シテ本國ニ退去スルノ自由ヲ留保ス但シ該露西亞國臣民ニ於テ讓與地域ニ在留セムト欲スルトキハ日本國ノ法律及管轄權ニ服從スルコトヲ條件トシテ完全ニ其ノ職業ニ從事シ且財産權ヲ行使スルニ於テ支持保護セラルヘシ日本國ハ政事上又ハ行政上ノ權能ヲ失ヒタル住民ニ對シ前記地域ニ於ケル居住權ヲ撤回シ又ハ之ヲ該地域ヨリ放逐スヘキ充分ノ自由ヲ有ス但シ日本國ハ前記住民ノ財産權カ完全ニ尊重セラルヘキコトヲ約ス
È riservato ai soggetti russi, abitanti del territorio ceduto in Giappone, a vendere la loro proprietà immobiliare e ritirarsi nel loro paese, ma se preferiscono restare nel territorio ceduto, verranno mantenuti protetti nel pieno esercizio delle loro industrie e diritti di proprietà a condizione di sottomettersi alle leggi e alla giurisdizione giapponesi. Il Giappone avrà la piena libertà di ritirare il diritto di soggiorno o di deportare da tale territorio gli abitanti che lavorano sotto disabilità politica o amministrativa. Esso si impegna, tuttavia, a rispettare pienamente i diritti dei cittadini russi sull’isola.

### Articolo undici
Статья XI
Россия обязуется войти с Японией в соглашение в видах предоставления японским подданным прав по рыбной ловле вдоль берегов русских владений в морях Японском, Охотском и Беринговом. Условлено, что таковое обязательство не затронет прав, уже принадлежащих русским или иностранным подданным в этих краях.
第十一條 露西亞國ハ日本海・「オコーツク」海及「ベーリング」海ニ瀕スル露西亞國領地ノ沿岸ニ於ケル漁業權ヲ日本國臣民ニ許與セムカ爲日本國ト協定ヲナスヘキコトヲ約ス
前項ノ約束ハ前記方面ニ於テ既ニ露西亞國又ハ外國ノ臣民ニ屬スル所ノ權利ニ影響ヲ及ササルコトニ雙方同意ス
La Russia impegna a organizzare con il Giappone la concessione ai soggetti giapponesi di diritti di pesca lungo le coste del possesso russo in Giappone, Okhotsk e Bering Seas. È concordato che il precedente impegno non pregiudichi i diritti già appartenenti a soggetti russi o stranieri in tali regioni.

### Articolo dodici
Статья XII
Так как действие договора о торговле и мореплавании между Россией и Японией упразднено было войной, императорские правительства российское и японское обязуются принять в основание своих коммерческих сношений, впредь до заключения нового договора о торговле и мореплавании на началах договора, действовавшего перед настоящей войной, систему взаимности на началах наибольшего благоприятствования, включая сюда тарифы по ввозу и вывозу, таможенные обрядности, транзитные и тоннажные сборы, а также условия допущения и пребывания агентов, подданных и судов одного государства в пределах другого.
第十二條 日露通商航海條約ハ戰爭ノ爲廢止セラレタルヲ以テ日本帝國政府及露西亞帝國政府ハ現下ノ戰爭以前ニ效力ヲ有シタル條約ヲ基礎トシテ新ニ通商航海條約ヲ締結スルニ至ルマテノ間兩國通商關係ノ基礎トシテ相互ニ最惠國ノ地位ニ於ケル待遇ヲ與フルノ方法ヲ採用スヘキコトヲ約ス而シテ輸入税及輸出税、税關手續、通過税及噸税並一方ノ代辨者、臣民及船舶ニ對スル他ノ一方ノ領土ニ於ケル入國ノ許可及待遇ハ何レモ前記ノ方法ニ依ル
Il trattato di commercio e navigazione tra il Giappone e la Russia è stato annullato dalla guerra. I governi imperiali del Giappone e della Russia si impegnano ad adottarlo come base per le loro relazioni commerciali in attesa della conclusione di un nuovo trattato di commercio e navigazione la base del trattato che era in vigore prima della guerra attuale, il sistema di trattamento reciproco alla base della nazione più favorita, in cui sono inclusi i dazi all'importazione e all'esportazione, le formalità doganali, i diritti di transito e di tonnellaggio e l'ammissione e il trattamento di agenti, soggetti e navi di un paese nei territori dell'altro.

### Articolo tredici
Статья XIII
В возможно скорейший срок по введении в действие настоящего договора все военнопленные будут взаимно возвращены. Императорские правительства российское и японское назначат каждое со своей стороны особого комиссара, который примет на свое попечение пленных. Все пленные, находящиеся во власти одного из правительств, будут переданы комиссару другого правительства или его представителю, надлежащим образом на то уполномочен ному, который примет их в том числе и в тех удобных портах передающего государства, кои будут заблаговременно указаны последним комиссару принимающего государства.
Российское и японское правительства представят друг другу в скорейшем по возможности времени, после окончания передачи пленных, документами оправданный счет прямых расходов, произведенных каждым из них по уходу за пленными и их содержанию со дня пленения или сдачи до дня смерти или возвращения. Россия обязуется возместить Японии в возможно скорейший срок по обмене этих счетов, как выше установлено, разницу между действительным размером произведенных таким образом Японией расходов и действительным размером равным образом произведенных Россией издержек.
第十三條 本條約實施ノ後成ルヘク速ニ一切ノ俘虜ハ互ニ之ヲ還付スヘシ日本帝國政府及露西亞帝國政府ハ各俘虜ヲ引受クヘキ一名ノ特別委員ヲ任命スヘシ一方ノ政府ノ收容ニ係ル一切ノ俘虜ハ他ノ一方ノ政府ノ特別委員又ハ正當ニ其ノ委任ヲ受ケタル代表者ニ引渡シ同委員又ハ其ノ代表者ニ於テ之ヲ受領スヘク而シテ其ノ引渡及受領ハ引渡國ヨリ豫メ受領國ノ特別委員ニ通知スヘキ便宜ノ人員及引渡國ニ於ケル便宜ノ出入地ニ於テ之ヲ行フヘシ
日本國政府及露西亞國政府ハ俘虜引渡完了ノ後成ルヘク速ニ俘虜ノ捕獲又ハ投降ノ日ヨリ死亡又ハ引渡ノ時ニ至ルマテ之カ保護給養ノ爲ニ各負擔シタル直接費用ノ計算書ヲ互ニ提出スヘシ同計算書交換ノ後露西亞國ハ成ルヘク速ニ日本國カ前記ノ用途ニ支出シタル實際ノ金額ト露西亞國カ同樣ニ支出シタル實際ノ金額トノ差額ヲ日本國ニ拂戻スヘキコトヲ約ス
Quanto prima possibile dopo la stipulazione del presente trattato tutti i prigionieri di guerra devono essere reciprocamente rilasciati e rimpatriati. I Governi imperiali di Giappone e Russia dovrebbero ognuno prendere un commissario speciale che si prenda in carico i prigionieri. Tutti i prigionieri nelle mani di un governo dovrebbero essere riconsegnati e ricevuti da un commissario dell’altro governo o da chi autorizzato rappresentativamente per dovere ad informare preventivamente il commissario dello stato ricevente il numero dei prigionieri e i porti per il rimpatrio, e viceversa.
I Governi di Giappone e Russia dovrebbero ratificare quanto prima della partenza dei prigionieri una dichiarazione delle spese dirette rispettivamente sostenute da loro per la cura e la manutenzione del prigioniero dalla data di cattura o di consegna e fino al momento della morte o della consegna. La Russia si impegna quanto prima a ripagare nel più breve tempo possibile dopo lo scambio delle dichiarazioni come specificato sopra la differenza tra l'importo effettivo così speso dal Giappone e l'importo effettivo similmente versato dalla Russia.

### Articolo quattordici
Статья XIV
Настоящий договор будет ратификован их величествами императором всероссийским и императором Японии. О таковой ратификации, в возможно короткий срок и во всяком случае не позднее как через пятьдесят дней со дня подписания договора, будет взаимно сообщено императорским правительствам российскому и японскому через посредство посла Американских Соединенных Штатов в С.-Петербурге и французского посланника в Токио, и со дня последнего из таковых оповещений этот договор вступит во всех своих частях в полную силу.
Формальный размен ратификаций последует в Вашингтоне в возможно скорейшем времени.
第十四條 本條約ハ日本國皇帝陛下及全露西亞國皇帝陛下ニ於テ批准セラルヘシ該批准ハ成ルヘク速ニ且如何ナル場合ニ於テモ本條約調印ノ日ヨリ五十日以内ニ東京駐剳佛蘭西國公使及聖彼得堡駐剳亞米利加合衆國大使ヲ經テ日本帝國政府及露西亞帝國政府ニ各之ヲ通告スヘシ而シテ其ノ終ノ通告ノ日ヨリ本條約ハ全部ヲ通シテ完全ノ效力ヲ生スヘシ正式ノ批准交換ハ成ルヘク速ニ華盛頓ニ於テ之ヲ行フヘシ
Il trattato attuale sarà ratificato dalle Loro Maestà l'Imperatore del Giappone e l'Imperatore di tutte le Russie. Tale ratifica sarà con il più breve ritardo possibile, e comunque non oltre cinquanta giorni dalla data della firma del trattato, da comunicare ai governi imperiali del Giappone e della Russia rispettivamente tramite il ministro francese di Tokio e Ambasciatore degli Stati Uniti a San Pietroburgo, e dalla data di quest'ultimo di tali annunci saranno in tutte le sue parti entrare in piena forza. Lo scambio formale delle ratifiche si svolgerà al più presto a Washington.

### Articolo quindici
Статья XV
Настоящий договор будет подписан в двух экземплярах на французском и английском языках. Оба текста совершенно сходны; но в случае разногласия в толковании французский текст будет обязательным.
В удостоверение чего обоюдные уполномоченные подписали настоящий мирный договор и приложили к нему свои печати.
Учинено в Портсмуте (Ньюгэмпшир) двадцать третьего августа (пятого сентября) тысяча девятьсот пятого года, что соответствует пятому дню девятого месяца тридцать восьмого года Мейджи.
第十五條 本條約ハ英吉利文及佛蘭西文ヲ以テ各二通ヲ作リ之ニ調印スヘシ其ノ各本文ハ全然符合スト雖モ其ノ解釋ニ差異アル場合ニハ佛蘭西文ニ據ルヘシ
Il presente trattato è firmato in duplice copia sia in lingua inglese che in francese. I testi sono in conformità assoluta, ma in caso di discrepanza nell'interpretazione prevarrà il testo francese.

### Subarticolo all'articolo tre
I. К СТАТЬЕ III
Императорские правительства российское и японское взаимно обязуются начать вывод своих военных сил из территории Маньчжурии одновременно и немедленно по введении в действие мирного договора; и в течение восемнадцати месяцев с того дня войска обеих держав будут совершенно выведены из Маньчжурии, за исключением арендной территории Ляодунского полуострова. Войска обеих держав, занимающие фронтальные позиции, будут отведены первыми. Высокие договаривающиеся стороны предоставляют себе право сохранить стражу для охраны своих железнодорожных линий в Маньчжурии. Количество этой стражи не будет превышать пятнадцати человек на километр; и, в пределах этого максимального количества, командующие русскими и японскими войсками установят, по обоюдному соглашению, число стражников, которые будут назначены в возможно меньшем количестве, согласно действительным потребностям. Командующие русскими и японскими войсками в Маньчжурии условятся обо всех подробностях относительно выполнения эвакуации, согласно вышеуказанным началам, и примут, по обоюдному соглашению, меры, необходимые для осуществления эвакуации в возможно скорейший срок и во всяком случае не позднее как в течение восемнадцати месяцев.
第一 第三條ニ付
日本帝國政府及露西亞帝國政府ハ同時ニ且講和條約ノ實施後直ニ滿洲ノ地域ヨリ各其ノ軍隊ノ撤退ヲ開始スヘキコトヲ互ニ約ス而シテ講和條約實施ノ日ヨリ十八箇月ノ期間内ニ兩國ノ軍隊ハ遼東半島租借地以外ノ滿洲ヨリ全然撤退スヘシ
前面陣地ヲ占領スル兩國軍隊ハ最先ニ撤退スヘシ
兩締約國ハ滿洲ニ於ケル各自ノ鐵道線路ヲ保護セムカ爲守備兵ヲ置クノ權利ヲ留保ス該守備兵ノ數ハ一「キロメート」ル毎ニ十五名ヲ超過スルコトヲ得ス而シテ日本國及露西亜國軍司令官ハ前記最大數以内ニ於テ實際ノ必要ニ顧ミ之ヲ使用セラルヘキ守備兵ノ數ヲ雙方ノ合意ヲ以テ成ルヘク小數ニ限定スヘシ
滿洲ニ於ケル日本國及露西亞國軍司令官ハ前記ノ原則ニ從ヒ撤兵ノ細目ヲ協定シ成ルヘク速ニ且如何ナル場合ニ於テモ十八箇月ヲ超エサル期間内ニ撤兵ヲ實行セムカ爲雙方ノ合意ヲ以テ必要ナル措置ヲ執ルヘシ
I governi imperiali del Giappone e della Russia si impegnano reciprocamente ad avviare il ritiro delle loro forze militari dal territorio della Manciuria simultaneamente e immediatamente dopo l'entrata in vigore del trattato di pace, e entro un periodo di diciotto mesi dopo tale data gli eserciti dei due paesi saranno completamente ritirati dalla Manciuria, ad eccezione del territorio affittato della penisola di Liaotung. Le forze dei due paesi che occupano le posizioni frontali vengono prima rimosse.
Le parti contraenti si riservano il diritto di mantenere le guardie per proteggere le rispettive linee ferroviarie in Manciuria. Il numero di tali gruppi di guardia non deve superare i quindici per chilometro e entro tale numero massimo i comandanti degli eserciti giapponesi e russi stabiliscono, di comune accordo, il numero di tali guardie da impiegare il più piccolo possibile tenendo conto delle esigenze reali.I comandanti delle forze giapponesi e russe in Manciuria concordano i dettagli dell'evacuazione conformemente ai principi di cui sopra e adottano d'accordo le misure necessarie per eseguire l'evacuazione il più presto possibile, e comunque non oltre Il periodo di diciotto mesi.

### Subarticolo all'articolo nove
II. К СТАТЬЕ IX В возможно скорейший срок по введении в действие настоящего договора, Разграничительная комиссия, составленная из равного числа членов, назначенных каждой из высоких договаривающихся сторон, обозначит на месте постоянными знаками точную линию между владениями русскими и японскими на острове Сахалине. Комиссия будет обязана, поскольку топографические, условия позволят, придерживаться 50-й параллели северной широты для проведения разграничительной линии, и, в случае если отклонения от таковой линии на некоторых пунктах будут найдены необходимыми, должные компенсации будут установлены соответственными отклонениями в других местах. Упомянутая комиссия обязана будет также изготовить перечень и описание прилегающих островов, входящих в состав уступленного, а в заключение комиссия изготовит и подпишет карты, устанавливающие пределы уступленной территории. Работы комиссии будут представлены на утверждение высоких договаривающихся сторон. Вышеупомянутые дополнительные статьи будут считаться ратификованными путем ратификации мирного договора, к коему они приложены. Портсмут, двадцать третьего августа (пятого сентября) тысяча девятьсот пятого года, что соответствует пятому дню девятого месяца тридцать восьмого года Мейджи.
第二 第九條ニ付兩締約國ニ於テ各任命スヘキ同數ノ人員ヨリ成ル境界劃定委員ハ本條約實施後成ルヘク速ニ薩哈嗹島ニ於ケル日本國及露西亞國領地間ノ正確ナル境界ヲ永久ノ方法ヲ以テ實地ニ就キ劃定スヘシ該委員ハ地形ノ許ス限リ北緯五十度ヲ以テ境界線トナスコトヲ要ス若シ何レカノ地點ニ於テ同緯度ヨリ偏倚スルノ必要ヲ認ムルトキハ他ノ地點ニ於ケル對當ノ偏倚ニ依リテ之ヲ填補スヘシ該委員ハ讓與中ニ包含セラルル附近島嶼ノ表及明細書ヲ調製スルノ任ニ當リ且讓與地域ノ境界ヲ示ス地圖ヲ調製シ之ニ署名スヘシ該委員ノ事業ハ兩締約國ノ承認ヲ經ルコトヲ要ス
Il più presto possibile dopo l'entrata in vigore del presente trattato, un comitato di delimitazione composto da un numero uguale di membri deve essere nominato dalle due parti che contrappongono in modo permanente il limite esatto tra il territorio giapponese e il territorio russo sull'Isola di Sakhalin. La commissione è vincolata per quanto riguarda le considerazioni topografiche che permettano di seguire il cinquantesimo parallelo della latitudine nord come linea di confine e nel caso in cui eventuali deflessioni di tale linea in qualunque punto siano ritenute necessarie, verrà compensata da deflessioni correlative in altri punti . Dovrà altresì compiere la suddetta commissione una lista e una descrizione delle isole adiacenti incluse nella cessione, e infine si dovranno preparare e firmare le mappe che mostrano i confini del territorio ceduto. L'attività della commissione è subordinata all'approvazione delle parti contraenti.
Gli altri articoli precedenti vanno considerati ratificati con la ratifica del trattato di pace alla quale sono allegati.
A testimonianza dei quali i rispettivi plenipotenziari hanno firmato e apposto sigilli al presente trattato di pace.
Ratificato a Portsmouth, New Hampshire, questo quinto giorno del nono mese del trentottesimo anno del Meiji, corrispondente al ventunesimo giorno di agosto, mille novecento e cinque (5 settembre 1905)

## Effetti
Il trattato risolse i conflitti che avevano attraversato le relazioni diplomatiche tra i due paesi fino a quel momento, e creò un periodo di stabilità e pace nella regione che durò per circa venticinque anni. Confermando l'emergere del Giappone come potenza di primo piano in Asia orientale, costrinse la Russia ad abbandonare le sue pretese territoriali nella regione. Tuttavia, il trattato di Portsmuth non fu ben accolto dai giapponesi. Il popolo aveva prestato attenzione alla grande catena di vittorie contro la Russia, ma non altrettanto riguardo al grande sacrificio umano ed economico che queste vittorie avevano richiesto. I nuovi termini del trattato e la rinuncia alle indennità e ai diritti in Manciuria, conquistata col sangue di oltre 300.000 compatrioti, apparivano agli occhi della popolazione giapponese come un segno di debolezza nei confronti delle potenze europee. Il malcontento sarebbe sfociato nelle rivolte di Hibiya e nel collasso del Governo di Taro Katsura il 7 gennaio 1906.
Il trattato, inoltre, non fu vantaggioso solo per il Giappone in termini di prestigio internazionale: grazie al ruolo giocato dal presidente Theodore Roosevelt, gli Stati Uniti dimostrarono di avere un peso fondamentale nella diplomazia mondiale. Roosevelt fu premiato con il Nobel per la Pace nel 1906 per il canale diplomatico aperto durante i negoziati, anche se non era mai stato fisicamente a Portsmouth.

## Il caso del Principato del Montenegro e della Conferenza di Pace di Portsmouth
Esiste un caso curioso, spesso lasciato ai margini rispetto al contesto più ampio della guerra tra la Russia e il Giappone, riguardante il ruolo del piccolo Principato del Montenegro nel conflitto e delle conseguenze politiche che la sua partecipazione ha avuto nelle relazioni diplomatiche tra i due paesi e sulla durata effettiva della Guerra russo giapponese. Nel 1904, all'inizio delle ostilità, il piccolo Principato del Montenegro governato dal principe Nicola I, sin dalla sua formazione alleato con l'impero Russo, decise di appoggiare quest'ultimo contro il Giappone. Il Montenegro dichiarò guerra all'Impero giapponese in contemporanea con la Russia, ed inviò un piccolo contingente di soldati volontari a combattere in Asia orientale. Tuttavia, al termine delle ostilità, il ruolo del Montenegro fu ritenuto estremamente marginale e il piccolo Principato venne lasciato fuori dalle discussioni diplomatiche che seguirono la fine del conflitto. La dichiarazione di guerra fatta l'anno precedente fu formalmente ignorata dai giapponesi, in quanto si riconobbe il fatto che i soldati Montenegrini non parteciparono attivamente al conflitto contro il Giappone.
Il Principato del Montenegro, diventato regno nel 1906, cessò di esistere nel 1918 a seguito della prima guerra mondiale, quando fu annesso alla Jugoslavia. Nonostante questo, dopo la firma del trattato di Portsmouth e l'esclusione del Montenegro incominciò un vero e proprio caso di quello che in gergo internazionale viene chiamata "guerra prolungata ed estesa a causa di irregolarità diplomatiche". Secondo il diritto internazionale, nonostante il Montenegro avesse cessato di esistere come stato, la sua partecipazione al conflitto nonché la sua dichiarazione di guerra rendevano i due paesi formalmente in stato di guerra tra di loro. Quando nel 2006 il Montenegro ottenne l'indipendenza e fu riconosciuto il 6 ottobre dello stesso anno dal Giappone, riemerse l'annosa questione dello status diplomatico esistente tra i due paesi. Dato che il Montenegro non aveva partecipato alla Conferenza di Pace di Portsmouth, tra i due paesi non esisteva alcun accordo di armistizio o di fine delle ostilità. Pertanto, sulla carta, i due paesi erano ancora in guerra e questo rendeva impossibile allacciare relazioni diplomatiche tra i due a causa dello status di guerra ancora formalmente vigente. Nel 2006 il Giappone inviò allora a Podgorica, capitale del Montenegro, il commissario speciale per gli Affari esteri Akiko Yamanaka. Qui, il Giappone, dopo aver riconosciuto l'indipendenza del paese dalla Serbia e la sua sovranità, pose formalmente fine allo status tecnico di guerra che vigeva tra i due paesi, siglando l'armistizio dopo 101 anni dall'inizio dell'ostilità tra i due paesi.